# Fontenelle-en-Brie
Fontenelle-en-Brie är en kommun i departementet Aisne i regionen Hauts-de-France i norra Frankrike. Kommunen ligger  i kantonen Condé-en-Brie som ligger i arrondissementet Château-Thierry. År 2018 hade Fontenelle-en-Brie 201 invånare.

## Befolkningsutveckling
Antalet invånare i kommunen Fontenelle-en-Brie
Referens: INSEE